# Georg Wiese
Carl Georg Helmuth Wiese (* 22. Dezember 1830 in Güstrow; † 5. Februar 1888 in Berlin) war ein deutscher Bildhauer.

## Leben
Georg Wiese war Sohn des Konditors Johann Georg Wiese. Er besuchte die Bürgerschule seiner Vaterstadt Güstrow. Seine künstlerische Ausbildung erhielt er zunächst bei Bildhauer Hermann Behr in Rostock, anschließend in Berlin bei Ludwig Wichmann und Christian Daniel Rauch. Um 1855 war er an der plastischen Ausschmückung des Schweriner Schlosses beteiligt.
Bis 1887 ist Wiese als Bildhauer in Berlin nachweisbar. Sein künstlerisches Werk ist nicht sehr umfangreich; er schaffte es nie, sich einen bedeutenden Namen zu erarbeiten.

## Werke
- 1856: vier Allegorien „Viehzucht“, „Jagd“, „Seeschifffahrt“ und „Flussschifffahrt“; zwei Reliefs „Burgwächter“; mehrere geflügelte Genien für das Schweriner Schloss
- 1857: allegorische Figuren für das Gebäude der Ersparnisanstalt Schwerin: Wohltätigkeit, Arbeitsamkeit, Sparsamkeit, Bewahrung des Ersparten, Ackerbau, Handwerk, Gelehrsamkeit, außerdem Reliefs im Vestibül: Gottesfurcht, Arbeitsamkeit, Sparsamkeit
- 1858: Infanterist und Artillerist für das Arsenal Schwerin
- 1861: „Rossbändiger“ für Berlin
- 1865: vier allegorische Figuren „Krieg“, „Sieg“, „Friede“, „Trauer“ und Reliefs „Auszug“, „Heimkehr“ sowie Medaillons Friedrich Franz I. und Friedrich Franz II. für das Freiheitsdenkmal Güstrow (teilweise nach Entwürfen von Albert Wolff)

## Galerie

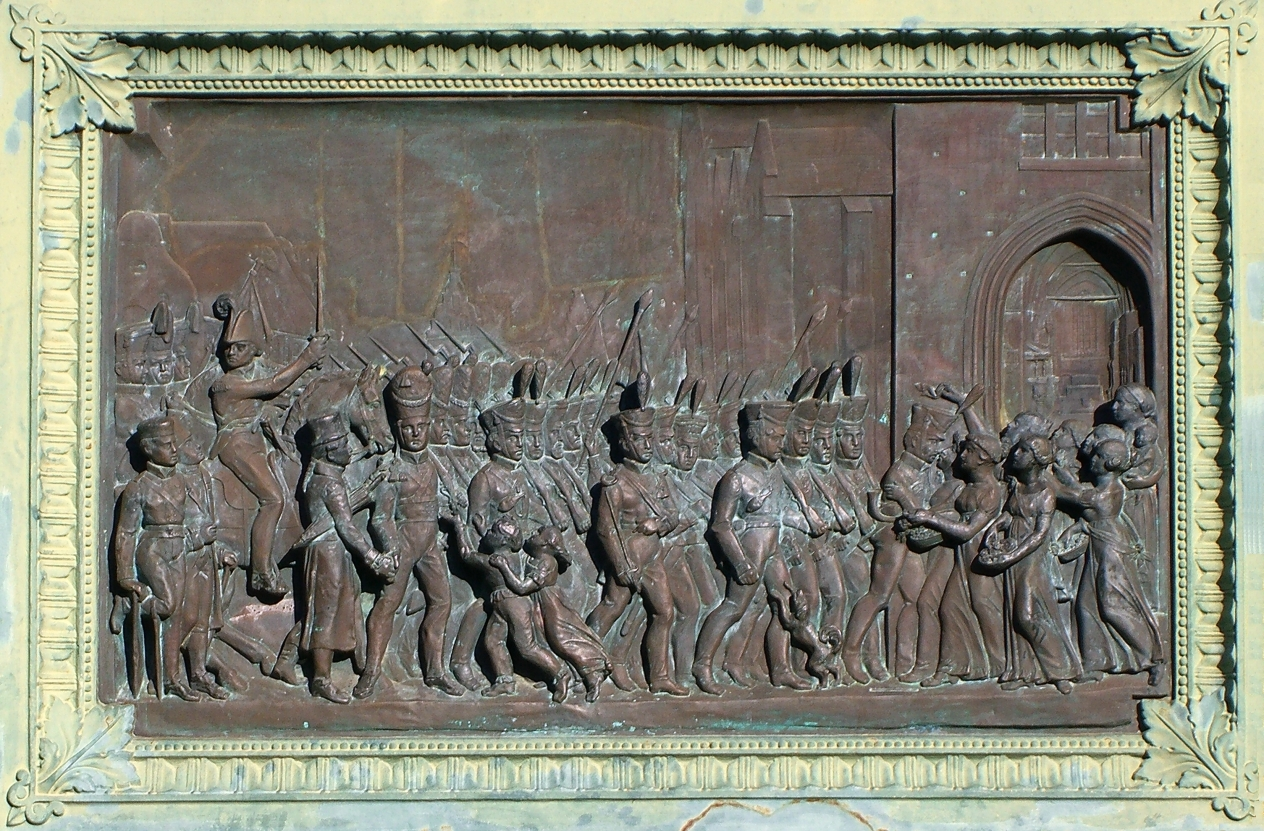
Relief am Freiheitsdenkmal
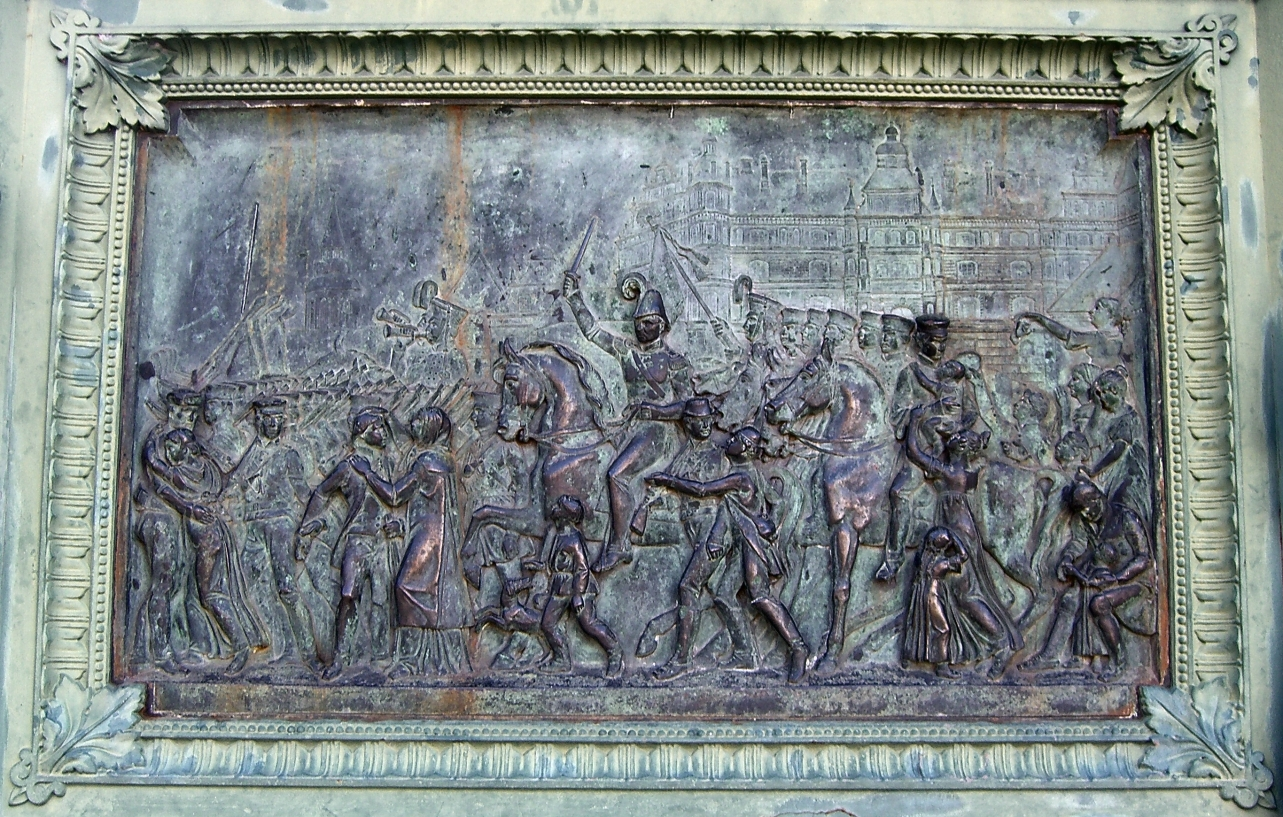
dto.